# 瓦隆 (弗里堡州)

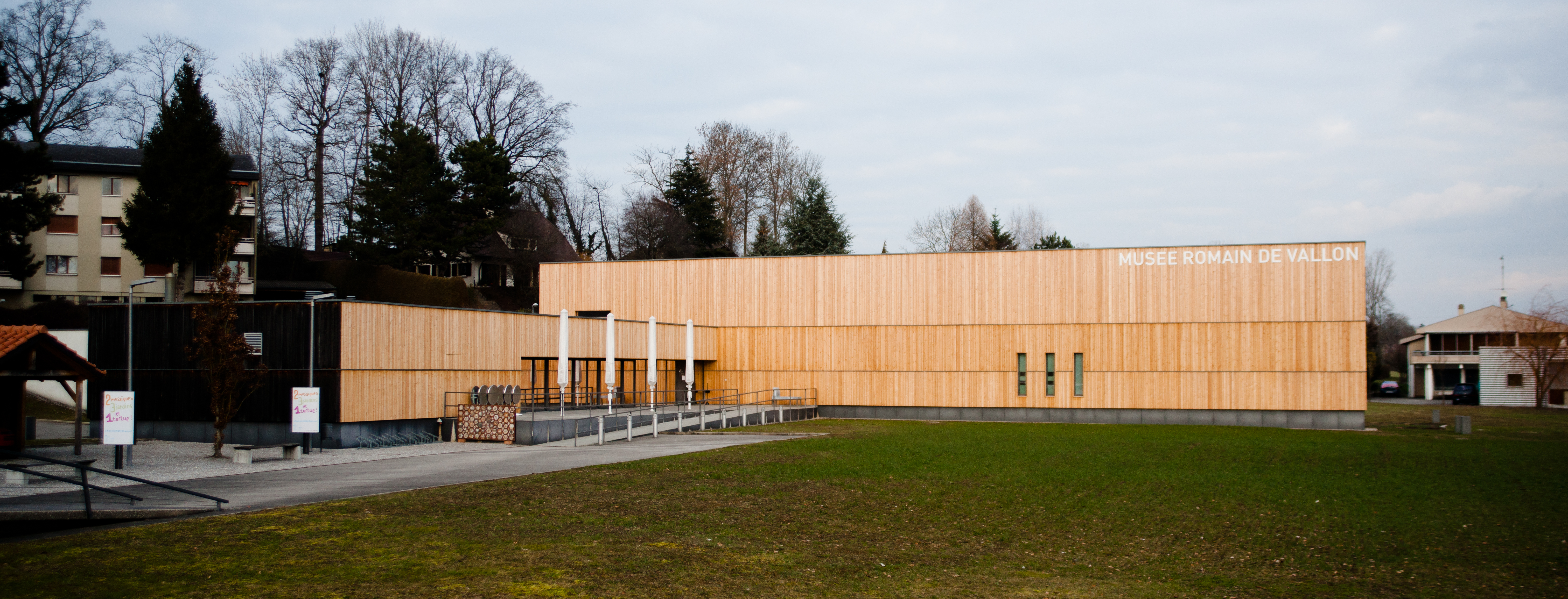

瓦隆是瑞士的城鎮，位於該國西部，由弗里堡州負責管轄，面積3.51平方公里，海拔高度482米，2011年人口332，六成半人口信奉羅馬天主教，人口密度每平方公里95人。

## 外部連結
- Official website （页面存档备份，存于） （法文）